# فيليب ستيفنسون
فيليب ستيفنسون (بالإنجليزية: Philip Stevenson)‏ هو كاتب سيناريو أمريكي، ولد في 31 ديسمبر 1896 في نيويورك في الولايات المتحدة، وتوفي في 30 سبتمبر 1965.

## وصلات خارجية
- فيليب ستيفنسون على موقع IMDb (الإنجليزية)
- فيليب ستيفنسون على موقع أول موفي (الإنجليزية)
- فيليب ستيفنسون على موقع قاعدة بيانات برودواي على الإنترنت (الإنجليزية)
- فيليب ستيفنسون على موقع قاعدة بيانات الأفلام السويدية (السويدية)
- فيليب ستيفنسون على موقع قاعدة بيانات الفيلم (الإنجليزية)
- فيليب ستيفنسون على موقع كينوبويسك (الروسية)